# Rison (Arkansas)
Rison település az Amerikai Egyesült Államok Arkansas államában, Cleveland megyében, melynek megyeszékhelye is. Lakosainak száma 967 fő (2020. április 1.).

## Népesség
A település népességének változása:

| 2010 | 1 344 |
| 2020 | 967   |